# Lac Parker Canyon
Le lac Parker Canyon – ou Parker Canyon Lake en anglais – est un lac de barrage à la frontière des comtés de Cochise et Santa Cruz, en Arizona. Il est entièrement situé au sein de la forêt nationale de Coronado.